# Aderus guttatus
Aderus guttatus é uma espécie de inseto besouro da família Aderidae. Foi descrita cientificamente por George Charles Champion em 1896.

## Distribuição geográfica
Habita em Porto Rico, San Vicente e Granada.